# Chi Vên vên
Chi Vên vên (danh pháp khoa học: Anisoptera) là một chi thực vật trong họ Dầu (Dipterocarpaceae). Tên gọi Anisoptera có nguồn gốc từ tiếng Hy Lạp (anisos = không cân xứng, pteron = cánh) và miêu tả các thùy lá đài trên quả không cân đối của các loài trong chi này. Nó chứa khoảng 10-11 loài, phân bố trong khu vực từ Chittagong ở Bangladesh tới New Guinea. Tám trong số này hiện nay được liệt kê trong sách đỏ của IUCN, trong đó 4 loài là cực kỳ nguy cấp và 4 loài kia là nguy cấp. Mối đe dọa chính đối với các loài vên vên là mất nơi sống. Gỗ của chúng thuộc dạng gỗ cứng nhẹ.

## Các loài
- Anisoptera aurea Foxw., 1938
- Anisoptera brunnea Foxw.
- Anisoptera costata Pierre., 1886, đồng nghĩa: A. cochinchinensis Pierre., 1886: Vên vên.
- Anisoptera curtisii Dyer ex King, 1893
- Anisoptera grossivenia Slooten, 1940
- Anisoptera laevis Ridl., 1922
- Anisoptera marginata Korth
- Anisoptera megistocarpa Slooten, 1926
- Anisoptera parvifolia Warb., 1891
- Anisoptera reticulata P.S.Ashton, 1967
- Anisoptera scaphula (Roxb.) Kurz, 1877: Kiền kiền nhẵn
- Anisoptera thurifera (Blanco) Blume

## Hình ảnh

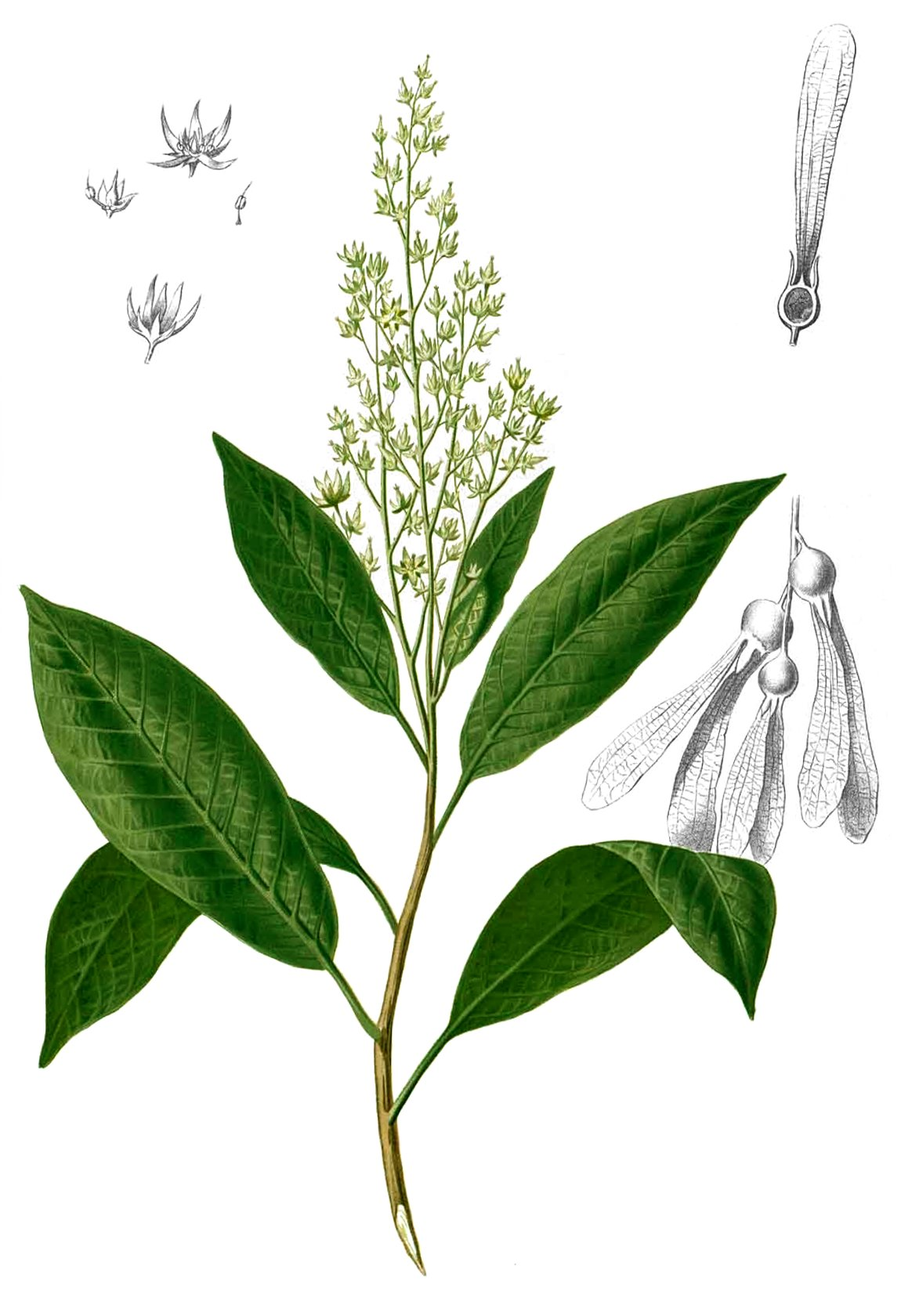
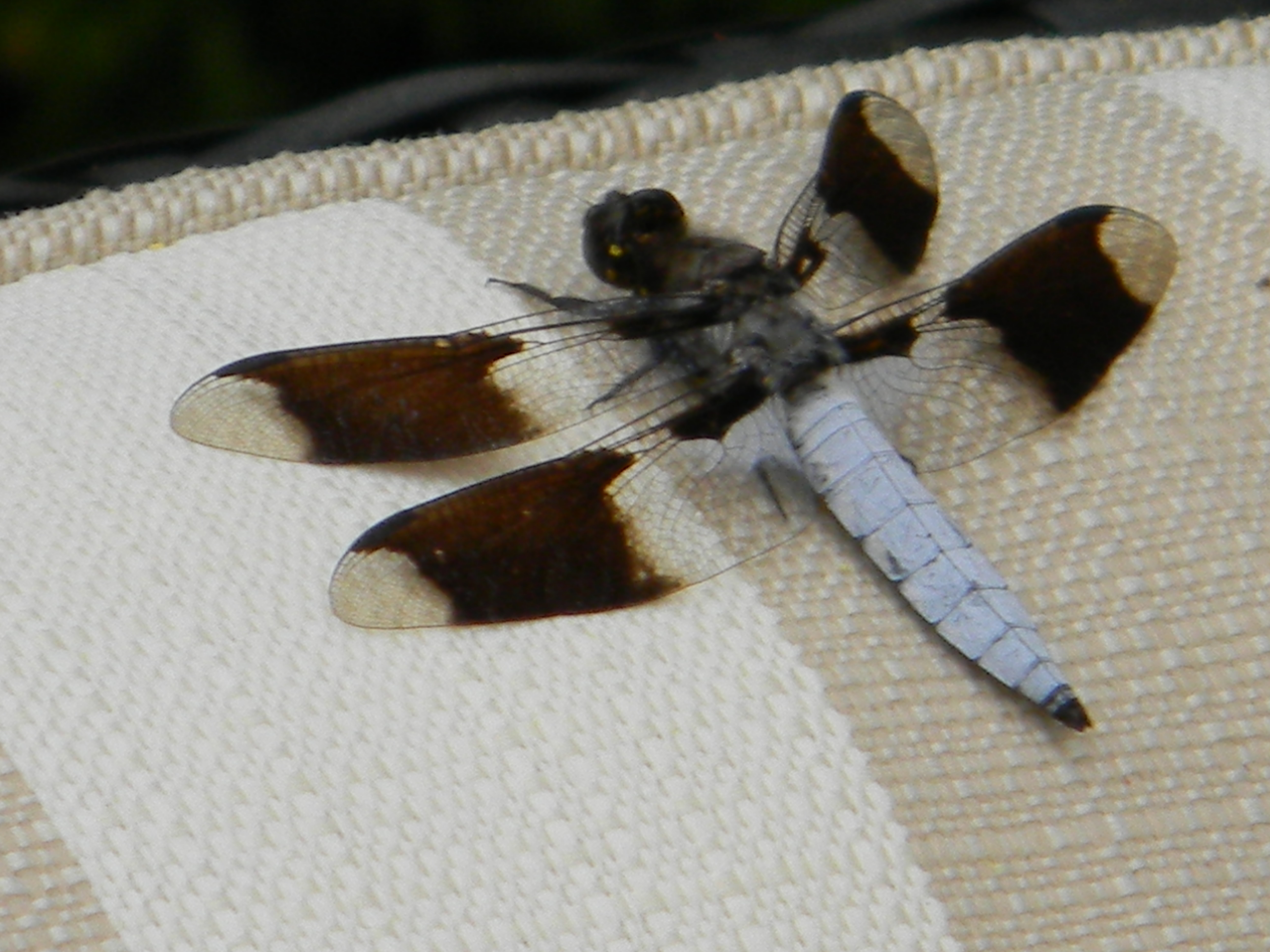
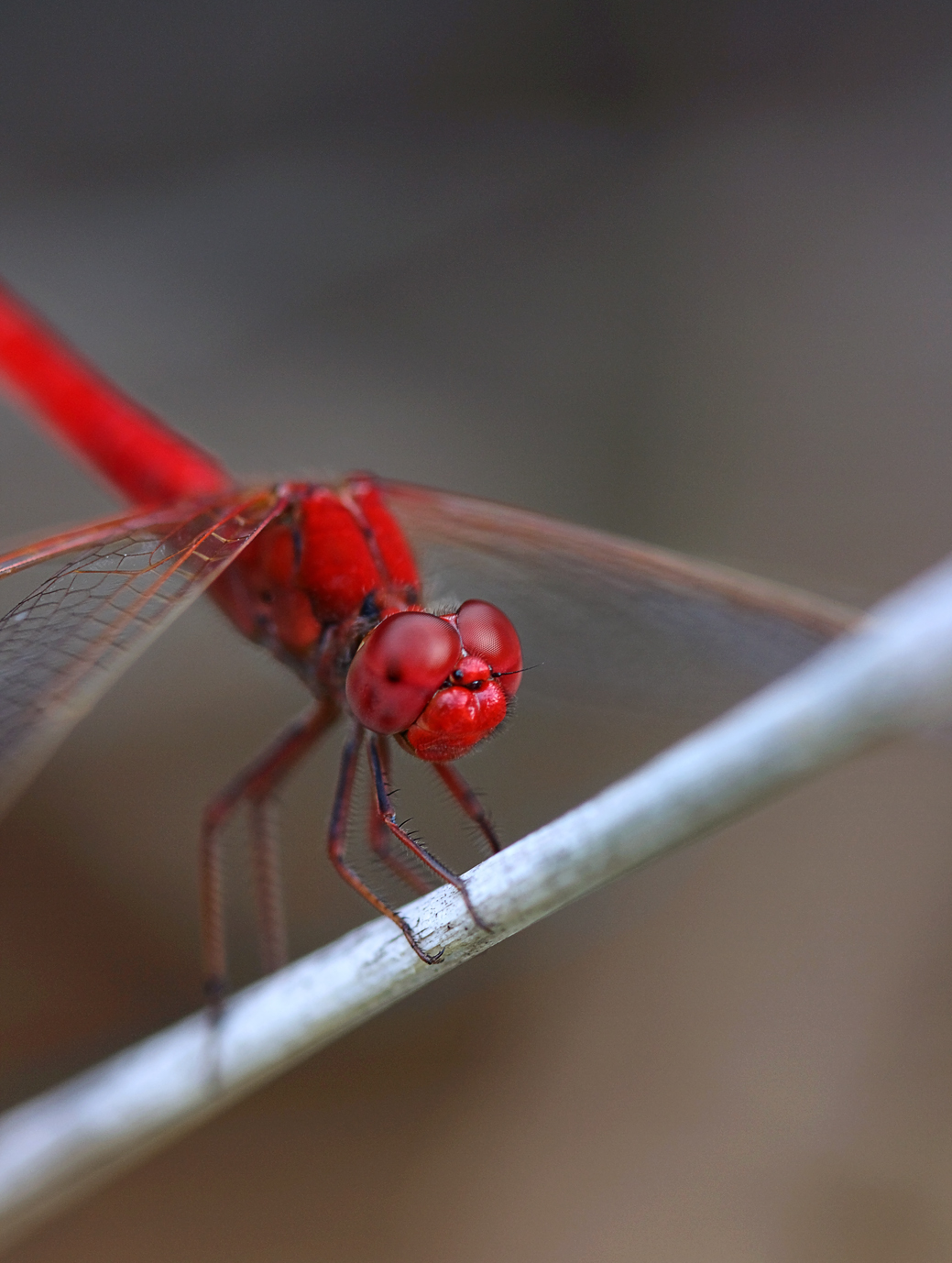

- Tập tin:"Lean on me... " (From the timeless song by Bill Withers) (10207657995).jpg